# Makadamie
Makadamie (Macadamia) je rod dvouděložných rostlin z čeledi proteovitých. Jsou to stromy s jednoduchými střídavými listy a drobnými květy v hroznovitých květenstvích. Rod zahrnuje 4 druhy, pocházející z východní Austrálie. Dva druhy rodu, makadamie celolistá a Macadamia tetraphylla, jsou komerčně významné pro jádra plodů, makadamiové ořechy. Tyto se pěstují i v jiných částech světa.
Poprvé se tento ořech začal ve velkém měřítku komerčně pěstovat na Havaji, kam byla v 80. letech 19. století dovezena australská semena, a po určitou dobu byla největším světovým producentem. Přibližně od desátých let 21. století je největším světovým producentem makadamových ořechů Jihoafrická republika.

## Popis
Makadamie jsou stálezelené stromy nebo vysoké keře, dorůstající výšky od dvou do osmnácti metrů. Listy jsou jednoduché, střídavé, v přeslenech, s celokrajnou nebo na okraji ostnitě pilovitou čepelí. Květy jsou oboupohlavné, uspořádané v úžlabních nebo řidčeji vrcholových hroznech.
Okvětí je trubkovité, zakončené 4 laloky.
Tyčinky jsou čtyři, přirostlé při ústí okvětní trubky.
Semeník je přisedlý, obsahuje 2 vajíčka a nese přímou nebo zahnutou, na konci kyjovitou čnělku zakončenou drobnou vrcholovou bliznou. Plod je opožděně pukavý měchýřek s tlustým, kožovitým oplodím. Obsahuje většinou jen jedno kulovité semeno.

## Rozšíření
Rod zahrnuje v současném taxonomickém pojetí 4 druhy, pocházející z východní Austrálie (Queensland a Nový Jižní Wales). Makadamie celolistá je pro jedlé plody pěstována i v jiných částech světa, zejména v jihozápadních USA, Havaji, Latinské Americe a jižní Africe.
Některé jiné druhy, které byly v minulosti též řazeny do rodu Macadamia a v současné taxonomii jsou řazeny do jiných rodů čeledi proteovité, se vyskytují též na Nové Kaledonii a Sulawesi.

## Ekologické interakce
Květy makadamií jsou opylovány hmyzem sbírajícím pyl a nektar. V Austrálii je navštěvují zejména bezžihadlé včely rodu Trigona a také včela medonosná.

## Taxonomie
Rod Macadamia je v rámci čeledi Proteaceae řazen do podčeledi Grevilleoideae, tribu Macadamieae a podtribu Macadamiinae. V minulosti rod zahrnoval 9 druhů, výsledky fylogenetických studií však ukázaly, že se skládá ze dvou samostatných vývojových linií. Jedna skupina zahrnuje 4 druhy rostoucí v subtropické východní Austrálii a obsahuje i typový druh, Macadamia ternifolia. Pět zbývajících druhů tvoří skupinu, rozšířenou v tropické Austrálii a na Sulawesi. Tyto druhy byly následně v roce 2008 přeřazeny do nového rodu Lasjia.

## Zástupci
- makadamie celolistá (Macadamia integrifolia)

## Význam
Hospodářsky nejvýznamnějším zástupcem rodu je makadamie celolistá. Je to jediná světově komerčně pěstovaná plodina pocházející z Austrálie. Je pěstována pro jádra plodů, známá jako makadamové ořechy a patřící mezi nejvíce ceněné ořechy na trhu.
Plody Macadamia tetraphylla jsou rovněž chuťově výborné, obsahují ale vyšší podíl cukrů, které při tepelném zpracování karamelizují a ubírají ořechům na trvanlivosti. Tento druh je omezeně pěstován např. v Kalifornii a na Novém Zélandu. Olej z makadamiových ořechů je vysoce kvalitní a kromě potravinářství se používá např. v kosmetice.
Zbývající dva druhy nemají hospodářský význam. Ořechy Macadamia ternifolia jsou drobné, hořké a nepoživatelné. Rovněž ořechy vzácného druhu Macadamia jansenii jsou nepoživatelné.
Makadamie jsou celkem zřídka pěstovány i ve sklenících a expozicích českých botanických zahrad. Vzhledem ke své odolnosti se pěstují také v Česku, obvykle však pouze jako dekorativní kbelíkové rostliny. Rostliny jsou samosprašné a v případě roubovaných jedinců plodí již po třech letech. Snesou pokles teploty až na 0 °C. Rod je pojmenován po Johnu Macadamovi, který byl kolegou botanika Ferdinanda von Muellera.